# Thành thật với tình yêu
Thành thật với tình yêu (tiếng Hàn: 우리가 정말 사랑했을까; Romaja: Uri-ga Jeong-mal Sarang-hae-sseul-kka, tựa tiếng Anh: Did We Really Love?) là một phim truyền hình Hàn Quốc phát sóng trên kênh MBC vào năm 1999 có sự tham gia của diễn viên Bae Yong-joon. Nội dung phim là sự đấu tranh giữa tình yêu, hạnh phúc, và sự theo đuổi thành công vật chất.

## Phân vai
- Bae Yong-joon trong vai Kang Jae-ho
- Kim Hye-soo trong vai Lee Shin-young
- Yoon Son-ha trong vai Cho Hyun-soo
- Lee Jae-ryong trong vai Song Kil-jin
- Kim Young-ae trong vai Jung Jin-sook (dì của Jae-ho)
- Joo Hyun trong vai Lee Byung-kuk (cha của Shin-young)
- Youn Yuh-jung trong vai Choi Hae-ja (mẹ của Shin-young)
- Park Sang-min trong vai Park Suk-koo (bạn thân nhất của Jae-ho)
- Lee Na-young trong vai Kang Jae-young (em gái Jae-ho)
  - Lee Se-young trong vai Jae-young lúc trẻ
- Kim Young-mi trong vai Ko Mi-sun (hàng xóm của Jae-young)
- Na Moon-hee trong vai Shin Shin-ja (mẹ của Mi-sun)
- Lee Kye-in trong vai Seo Dal-kwon (hàng xóm của Jin-sook)
- Yang Hee-kyung trong vai Jung In-sook (vợ của Dal-kwon/mẹ kế của Hee-jin)
- Kim Ga-yeon trong vai Kyoung-hee (nữ bồi bàn ở quán bar của Jin-sook)
- Yoon Yong-hyun as Min-chul (bạn đại học của Jae-ho)
- Kim Hae-sook trong vai mẹ của Jae-ho
- Kim Hye-ri  trong vai Jung Yong (bạn của Kil-jin/bác sĩ của Jae-ho)
- Shim Yang-hong trong vai cha của Hyun-soo